# Кейт-Фальконер, Элджернон, 9-й граф Кинтор
Элджернон Хокинс Томонд Кейт-Фальконер, 9-й граф Кинтор, 11-й лорд Фальконер из Халкертона, 9-й лорд Кейт Инверури и Кейт-Холла, вождь клана Кейт (англ. Algernon Keith-Falconer, 9th Earl of Kintore; 12 августа 1852 — 3 марта 1930) — шотландский пэр, британский политик и колониальный губернатор.

## Происхождение и образование
Родился 12 августа 1852 года в Ликсмаунт-хаусе в Эдинбурге, Мидлотиан, Шотландия. Старший сын Фрэнсиса Кейта-Фалконера, 8-го графа Кинтора (1828—1880), и его жены Луизы Мадлен, урожденной Хокинс (1828—1916) . Он получил образование в Итонском колледже и Тринити-колледже в Кембридже (степень бакалавра искусств в 1872 году и степень магистра искусств в 1877 году).

## Политическая карьера
В 1880 году Элджернон Кейт-Фальконер, будучи членом консервативной партии, неудачно баллотировался в Палату общин от Челси.
18 июля 1880 года после смерти своего отца Элджернон Кейт-Фальконер унаследовал титулы 9-го графа Кинтора (Пэрство Шотландии), 3-го барона Кинтора (Пэрство Соединённого королевства), 9-го лорда Кейта из Инверури и Кейт-Холла (Пэрство Шотландии) и 11-го лорда Фальконера из Халкертона (Пэрство Шотландии), став членом Палаты лордов Великобритании.
Лорд Кинтор занимал должности первого правительственного кнута в Палате лордов (1885—1889), лорда в ожидании (1885—1886, 1895—1905), члена Тайного совета Великобритании (1886) и старшего заместителя спикера Палаты лордов (с 1913 года).
С 1889 по 1895 год лорд Кинтор был губернатором Южной Австралии. Он был произведен в кавалеры Большого креста ордена Святого Михаила и Святого Георгия при своем назначении. Будучи масоном, он также был Великим Мастером Объединенной Великой Ложи Южной Австралии во время своего пребывания на посту губернатора (1889—1895).
Лорд Кинтор исполнял обязанности лорда-наместника королевы Виктории в 1885/1886 годах и Эдуарда VII в 1901—1905 годах. В начале 1901 года король Эдуард VII попросил его принять участие в специальной дипломатической миссии, чтобы объявить о вступлении короля на престол правительствам Дании, Швеции, Норвегии, России, Германии и Саксонии.
Лорд Кинтор был назначен подполковником и командовал 3-м (милиционным) батальоном горцев Гордона в октябре 1891 года. В январе 1903 года он был назначен адъютантом короля по делам милиции и получил звание полковника милиции.
Кавалер Большого креста ордена Короны Италии, кавалер ордена Красного Орла 1-й степени Пруссии, кавалер Большого креста Орден Христа Португалии и кавалером Большого креста ордена Полярной звезды Швеции.

## Смерть
Лорд Кинтор скончался 3 марта 1930 года в возрасте 77 лет в 10 Парк-Плейс, Сент-Джеймс-стрит, Лондон, от острого бронхита и периуретрального абсцесса и был похоронен 7 марта 1930 года в Кейт-Холле, Инверури, Абердин.

## Семья
14 августа 1873 года в церкви Святого Георгия на Ганновер-сквер в Лондоне лорд Кинтор женился на леди Сидни Шарлотте Монтегю (14 октября 1851 — 21 сентября 1932), второй дочери Джорджа Монтегю, 6-го герцога Манчестера, и Гарриет Сидни Доббс (1834—1907). У супругов было две дочери и два сына:
- Этель Сидни Кейт-Фальконер, 11-я графиня Кинтор (20 сентября 1874 — 21 сентября 1974), в 1905 году она вышла замуж за Джона Бэрда, 1-го виконта Стоунхейвена (1874—1941)
- Леди Хильда Мадлен Кейт-Фальконер (5 ноября 1875 — 13 июля 1967), не состояла в браке.
- Иэн Дуглас Монтегю Кейт-Фальконер, лорд Инверури (5 апреля 1877 — 26 августа 1897).
- Артур Джордж Кейт-Фальконер, 10-й граф Кинтор (5 января 1879 — 25 мая 1966), второй сын и преемник отца.

## Наследие
Места и другие объекты в Австралии, названные в честь графа Кинтора:
- Округ Кинтор в Южной Австралии в 1890 году[6]
- Город Кинтор, Северная Территория
- Кинтор, Западная Австралия, ныне город-призрак[7]
- Авеню Кинтор в центре города Аделаида
- Эгерния Кинторе (Liopholis kintorei), австралийская ящерица, названная в 1893 году[8]
- Гора Кинтор и хребет Кинтор в Северной Территории — названы Уильямом Титкенсом во время его экспедиции 1889 года[9].